# Mandy Hoogenboom
Mandy Hoogenboom (Amstelveen, 13 februari 1996) is een Nederlandse handbalster die tot december 2019 uitkwam in de Duitse 2. Bundesliga voor FSG Waiblingen/Korb. Momenteel heeft ze een handbalpauze.